# Jan Trusina
Jan Trusina (2. prosince 1934, Rožnov pod Radhoštěm – 1. dubna 2021) byl českobratrský evangelický duchovní.
V letech 1958–1961 byl vikářem ve Vsetíně. Jako farář působil od roku 1961 ve sboru v Zábřehu a následně ve sboru v Třebíči. Byl též seniorem Horáckého seniorátu a v letech 1988–1997 členem Synodní rady Českobratrské církve evangelické (v pozici náměstka synodního seniora).
Jan Trusina spoluorganizoval „setkávání generací“ přes hranice církve.
V duchovenské službě ČCE byl i jeho bratr Karel Trusina (1933–1977) a syn Tomáš Trusina. Kromě syna Tomáše měl dceru Evu.